# Elecciones municipales de Trujillo de 2022
Las elecciones municipales de Trujillo de 2022 se llevaron a cabo el 2 de octubre de 2022 para elegir al alcalde y al Concejo Provincial de Trujillo para el periodo 2023-2026. La elección se celebró con elecciones regionales y municipales (provinciales y distritales) en todo el Perú.
El contexto previo estuvo dominado por la crisis de Alianza para el Progreso, agravada por la detención del exalcalde Daniel Marcelo debido a casos de corrupción durante su gestión en La Esperanza. Esta situación obligó al partido a presentar como candidato a José Ruiz, quien había asumido la alcaldía como sucesor de Marcelo. Paralelamente, la desaparición del Partido Aprista Peruano del escenario electoral tras perder su registro llevó a que sus simpatizantes se agruparan en el movimiento regional Trabajo Más Trabajo, con Martín Sifuentes como abanderado. Sin embargo, la figura que dominó la contienda fue Arturo Fernández, popular exalcalde de Moche y antiguo militante apepista, quien decidió romper con el partido para presentarse bajo la bandera de Somos Perú.
Los resultados provinciales confirmaron un terremoto político: Somos Perú logró una victoria histórica con Arturo Fernández, alcanzando su mejor desempeño desde 1998. El propio César Acuña, líder del apepismo, comparó este triunfo con su emblemática victoria en 2006, reconociendo así el fin del predominio apepista en Trujillo. Para Alianza para el Progreso, los resultados fueron catastróficos: sufrió su segunda peor derrota histórica, solo superada por su debut electoral en 2002. Trabajo Más Trabajo, por su parte, logró ubicarse en tercer lugar, demostrando cierta capacidad para heredar parte del electorado aprista. Mientras tanto, el fujimorismo perdió su representación en favor de Renovación Popular, partido de extrema derecha que logró ingresar al hemiciclo municipal.
El panorama distrital acentuó la crisis de los partidos. Trabajo Más Trabajo se erigió como la fuerza más votada a nivel distrital, arrebatándole al apepismo una posición que mantenía ininterrumpidamente desde 2006. El movimiento regional no solo logró esta simbólica victoria, sino que conquistó la mitad de los distritos provinciales, incluyendo bastiones apepistas como La Esperanza. Alianza para el Progreso sufrió un colapso sin precedentes en el ámbito distrital: solo pudo retener tres jurisdicciones, entre ellas El Porvenir (el distrito más poblado), pero perdió más de la mitad de los territorios que controlaba. Somos Perú solo logró ganar en Moche, distrito donde Fernández había ejercido como alcalde. El Movimiento Regional Fortaleza Perú completó el cuadro al ganar en un distrito, marcando el peor desempeño de los partidos desde 1995.

## Sistema electoral
La Municipalidad Provincial de Trujillo es el órgano administrativo y de gobierno de la provincia de Trujillo. Está compuesta por el alcalde y el Concejo Provincial.
La votación del alcalde y el concejo se realiza en base al sufragio universal, que comprende a todos los ciudadanos nacionales mayores de dieciocho años, empadronados y residentes en la provincia de Trujillo y en pleno goce de sus derechos políticos, así como a los ciudadanos no nacionales residentes y empadronados en la provincia de Trujillo. No hay reelección inmediata de alcaldes.
El Concejo Provincial de Trujillo está compuesto por 15 regidores elegidos por sufragio directo para un período de cuatro (4) años, en forma conjunta con la elección del alcalde (quien lo preside). La votación es por lista cerrada y bloqueada. Se asigna a la lista ganadora los escaños según el método d'Hondt o la mitad más uno, lo que más le favorezca.

## Composición del Concejo Provincial de Trujillo
La siguiente tabla muestra la composición del Concejo Provincial de Trujillo antes de las elecciones.
| Partidos | Partidos                 | Regidores |
| -------- | ------------------------ | --------- |
|          | Alianza para el Progreso | 9         |
|          | Partido Aprista Peruano  | 4         |
|          | Todos por el Perú        | 1         |
|          | Fuerza Popular           | 1         |

## Elecciones internas
Los partidos políticos realizaron la convocatoria a elecciones internas (15–22 de enero de 2022) para definir a los candidatos de sus organizaciones en listas cerradas y bloqueadas. Se sometieron a elección las candidaturas a:
- Alcaldía Provincial de Trujillo (1 candidatura).
- Concejo Provincial de Trujillo (15 candidaturas).
- Alcaldías distritales de Trujillo (10 candidaturas).
- Concejos distritales de Trujillo (76 candidaturas).

Existen dos modalidades para la organización de las elecciones internas:
- Modalidad de elección directa: con voto universal, libre, voluntario, igual, directo y secreto de los afiliados. Será la modalidad utilizada por Alianza para el Progreso,[6] Nueva Libertad[7] y Somos Perú.[8] Las elecciones se realizaron el 15 de mayo de 2022.
- Modalidad de delegados: a través de delegados previamente elegidos mediante voto universal, libre, voluntario, igual, directo y secreto de los afiliados. Será la modalidad utilizada por Fuerza Popular,[9] Súmate,[7] Perú Libre,[10] Avanza País,[11] Movimiento Regional Fortaleza Perú,[7] Renovación Popular,[12] Frente de la Esperanza,[13] y Trabajo Más Trabajo.[7] Las elecciones se realizaron el 22 de mayo de 2022.

## Partidos y candidatos
A continuación se muestra una lista de los principales partidos y alianzas electorales que participaron en las elecciones:
| Candidatura | Candidatura | Partidos y alianzas                              | Candidatos | Candidatos                | Ideología                                                           | Resultado previo | Resultado previo | Ref.   |
| Candidatura | Candidatura | Partidos y alianzas                              | Candidatos | Candidatos                | Ideología                                                           | Votos (%)        | Reg.             | Ref.   |
| ----------- | ----------- | ------------------------------------------------ | ---------- | ------------------------- | ------------------------------------------------------------------- | ---------------- | ---------------- | ------ |
|             | APP         | Lista - Alianza para el Progreso (APP)           |            | José Ruiz Vega            | Liberalismo económico Conservadurismo liberal Populismo de derecha  | 35.40%           | 9                | [ 14 ] |
|             | FP          | Lista - Fuerza Popular (FP)                      |            | Jorge Salvador Villacorta | Fujimorismo Conservadurismo social Populismo de derecha             | 5.95%            | 1                | [ 15 ] |
|             | R           | Lista - Nueva Libertad (R)                       |            | Elsa Cabrera Ordóñez      | Regionalismo liberteño                                              | 5.51%            | 0                | [ 15 ] |
|             | Súmate      | Lista - Súmate (Súmate)                          |            | Víctor del Carpio Sedano  | Regionalismo liberteño                                              | 5.16%            | 0                | [ 15 ] |
|             | SP          | Lista - Somos Perú (SP)                          |            | César Fernández Bazán     | Democracia cristiana Conservadurismo social                         | 3.11%            | 0                | [ 16 ] |
|             | PL          | Lista - Perú Libre (PL)                          |            | Rógger Taboada Rodríguez  | Socialismo del siglo XXI Marxismo-leninismo Mariateguismo           | 0.61%            | 0                | [ 15 ] |
|             | AvP         | Lista - Avanza País (AvP)                        |            | Manuel Montoya Cárdenas   | Conservadurismo liberal Liberalismo clásico                         | Nuevo            | Nuevo            | [ 15 ] |
|             | RP          | Lista - Renovación Popular (RP)                  |            | Carlos Calderón Carvajal  | Ultraconservadurismo Fundamentalismo cristiano Populismo de derecha | Nuevo            | Nuevo            | [ 15 ] |
|             | FE          | Lista - Frente de la Esperanza (FE)              |            | Isidro Pretell Álvarez    | Reformismo                                                          | Nuevo            | Nuevo            | [ 15 ] |
|             | FOP         | Lista - Movimiento Regional Fortaleza Perú (FOP) |            | Verónica Torres Bravo     | Regionalismo liberteño                                              | Nuevo            | Nuevo            | [ 15 ] |
|             | T           | Lista - Trabajo Más Trabajo (T)                  |            | Martín Sifuentes Palacios | Regionalismo liberteño                                              | Nuevo            | Nuevo            | [ 16 ] |

## Sondeos de opinión
Las siguientes tablas enumeran las estimaciones de la intención de voto en orden cronológico inverso, mostrando las más recientes primero y utilizando las fechas en las que se realizó el trabajo de campo de la encuesta. Cuando se desconocen las fechas del trabajo de campo, se proporciona la fecha de publicación.
Leyenda:
     Sondeo realizado en el periodo de prohibición legal de la difusión de sondeos de intención de voto.

### Intención de voto
La siguiente tabla enumera las estimaciones ponderadas (sin incluir votos en blanco y nulos) de la intención de voto.
| Encuestadora/Medio             | Fecha             | Muestra | César Fernández | José Ruiz | Martín Sifuentes | Carlos Calderón | Verónica Torres | Elsa Cabrera | Víctor del Carpio | Manuel Montoya | Jorge Salvador | Isidro Pretell | Rógger Taboada | Dif. |  |  |  |  |
| ------------------------------ | ----------------- | ------- | --------------- | --------- | ---------------- | --------------- | --------------- | ------------ | ----------------- | -------------- | -------------- | -------------- | -------------- | ---- |  |  |  |  |
| Encuestadora/Medio             | Fecha             | Muestra |                 |           |                  |                 |                 |              |                   |                |                |                |                |      |  |  |  |  |
| Elecciones municipales de 2022 | 2 oct 2022        | —       | 35.1            | 21.5      | 15.6             | 6.0             | 5.3             | 5.0          | 4.1               | 3.5            | 2.0            | 1.0            | 0.9            | 13.6 |  |  |  |  |
|                                |                   |         |                 |           |                  |                 |                 |              |                   |                |                |                |                |      |  |  |  |  |
| Ipsos Perú/América             | 2 oct 2022        | ?       | 35.8            | 20.8      | 15.0             | 7.0             | –               | –            | –                 | –              | –              | –              | –              | 15.0 |  |  |  |  |
| Ipsos Perú/América             | 2 oct 2022        | ?       | 35.4            | 22.7      | 13.8             | –               | 5.3             | –            | –                 | –              | –              | –              | –              | 12.7 |  |  |  |  |
| Poder                          | 2 oct 2022        | ?       | 36.6            | 17.9      | 13.9             | –               | –               | –            | –                 | –              | –              | –              | –              | 18.7 |  |  |  |  |
| Poder                          | 22–24 sep 2022    | 1409    | 39.2            | 18.3      | 13.5             | –               | 6.5             | –            | 5.1               | 6.5            | –              | –              | –              | 20.9 |  |  |  |  |
| Poder                          | 22–30 ago 2022    | 1306    | 55.0            | 19.0      | 5.5              | 3.0             | 6.7             | 1.2          | 2.1               | 5.1            | 1.8            | 0.3            | 0.4            | 36.0 |  |  |  |  |
| Opina New Bussiness            | 29 ago 2022       | 1200    | 48.6            | 29.8      | 6.4              | 2.1             | 6.4             | –            | –                 | 6.4            | 4.3            | –              | –              | 18.8 |  |  |  |  |
| IMOP                           | 15–23 ago 2022    | 841     | 24.7            | 28.6      | 7.8              | –               | –               | –            | –                 | –              | –              | –              | –              | 3.9  |  |  |  |  |
| Opina New Bussiness            | 12 ago 2022       | 667     | 60.0            | 20.0      | 8.9              | –               | 6.7             | –            | –                 | –              | –              | –              | –              | 40.0 |  |  |  |  |
| Opina New Bussiness            | 4 ago 2022        | 553     | 51.6            | 25.8      | –                | –               | 9.7             | –            | –                 | –              | –              | –              | 6.5            | 25.8 |  |  |  |  |
| Klambp                         | 29 jul–1 ago 2022 | 380     | 7.1             | 26.5      | 1.5              | 2.4             | 2.9             | 13.9         | 9.1               | 3.8            | 18.8           | 2.0            | 4.4            | 7.7  |  |  |  |  |
| Klambp                         | 30 jun–6 jul 2022 | 310     | 5.2             | 24.4      | 1.9              | 3.4             | 3.8             | 7.1          | 6.6               | 3.8            | 9.0            | 2.8            | 4.3            | 15.4 |  |  |  |  |
| Klambp                         | 5–14 jun 2022     | 360     | 5.1             | 26.6      | 1.8              | 3.1             | 3.6             | 9.6          | 7.3               | 3.6            | 11.0           | 2.8            | 4.1            | 15.6 |  |  |  |  |

### Preferencias de voto
La siguiente tabla enumera las preferencias de voto en bruto (incluyendo blancos, viciados y sin respuesta) y no ponderadas.
| Encuestadora/Medio             | Fecha             | Muestra | César Fernández | José Ruiz | Martín Sifuentes | Carlos Calderón | Verónica Torres | Elsa Cabrera | Víctor del Carpio | Manuel Montoya | Jorge Salvador | Isidro Pretell | Rógger Taboada | B/V  | NS/NO | Dif. |  |  |  |  |
| ------------------------------ | ----------------- | ------- | --------------- | --------- | ---------------- | --------------- | --------------- | ------------ | ----------------- | -------------- | -------------- | -------------- | -------------- | ---- | ----- | ---- |  |  |  |  |
| Encuestadora/Medio             | Fecha             | Muestra |                 |           |                  |                 |                 |              |                   |                |                |                |                |      |       |      |  |  |  |  |
| Elecciones municipales de 2022 | 2 oct 2022        | —       | 30.7            | 18.8      | 13.6             | 5.3             | 4.7             | 4.3          | 3.6               | 3.0            | 1.8            | 0.9            | 0.8            | 12.5 | –     | 11.9 |  |  |  |  |
|                                |                   |         |                 |           |                  |                 |                 |              |                   |                |                |                |                |      |       |      |  |  |  |  |
| Poder                          | 22–24 sep 2022    | 1409    | 37.0            | 17.3      | 12.7             | –               | 6.1             | –            | 4.8               | 6.1            | –              | –              | –              | 5.5  | –     | 19.7 |  |  |  |  |
| Poder                          | 22–30 ago 2022    | 1306    | 33.8            | 11.7      | 3.4              | 1.9             | 4.1             | 0.7          | 1.3               | 3.1            | 1.1            | 0.2            | 0.2            | 10.6 | 27.9  | 22.1 |  |  |  |  |
| Opina New Bussiness            | 29 ago 2022       | 1200    | 20              | 14        | 3                | 1               | 3               | –            | –                 | 3              | 2              | –              | –              | 27   | 26    | 6    |  |  |  |  |
| IMOP                           | 15–23 ago 2022    | 841     | 19              | 22        | 6                | –               | –               | –            | –                 | –              | –              | –              | –              | –    | 23    | 3    |  |  |  |  |
| Opina New Bussiness            | 12 ago 2022       | 667     | 27              | 9         | 4                | –               | 3               | –            | –                 | –              | –              | –              | –              | 26   | 29    | 8    |  |  |  |  |
| Opina New Bussiness            | 4 ago 2022        | 553     | 16              | 8         | –                | –               | 3               | –            | –                 | –              | –              | –              | 2              | 38   | 31    | 8    |  |  |  |  |
| Klambp                         | 29 jul–1 ago 2022 | 380     | 3.9             | 14.5      | 0.8              | 1.3             | 1.6             | 7.6          | 5.0               | 2.1            | 10.3           | 1.1            | 2.4            | –    | 45.3  | 4.2  |  |  |  |  |
| Klambp                         | 30 jun–6 jul 2022 | 310     | 3.5             | 16.5      | 1.3              | 2.3             | 2.6             | 4.8          | 4.5               | 2.6            | 6.1            | 1.9            | 2.9            | –    | 32.4  | 10.4 |  |  |  |  |
| Klambp                         | 5–14 jun 2022     | 360     | 3.1             | 16.1      | 1.1              | 1.9             | 2.2             | 5.8          | 4.4               | 2.2            | 6.7            | 1.7            | 2.5            | –    | 39.4  | 9.4  |  |  |  |  |

## Resultados

### Sumario general
|                                                                                                 |                                          |              |              |              |           |           |
| Partidos y coaliciones                                                                          | Partidos y coaliciones                   | Voto popular | Voto popular | Voto popular | Regidores | Regidores |
| Partidos y coaliciones                                                                          | Partidos y coaliciones                   | Votos        | %            | +/−          | Total     | +/−       |
|                                                                                                 | Somos Perú (SP)                          | 187,454      | 35.06        | +31.95       | 9         | +9        |
|                                                                                                 | Alianza para el Progreso (APP)           | 114,775      | 21.46        | –13.94       | 3         | –6        |
|                                                                                                 | Trabajo Más Trabajo (TMT)                | 83,331       | 15.58        | Nuevo        | 2         | +2        |
|                                                                                                 | Renovación Popular (RP)                  | 32,150       | 6.01         | Nuevo        | 1         | +1        |
|                                                                                                 | Movimiento Regional Fortaleza Perú (FOP) | 28,560       | 5.34         | Nuevo        | 0         | ±0        |
|                                                                                                 | Nueva Libertad (NL)                      | 26,590       | 4.97         | –0.54        | 0         | ±0        |
|                                                                                                 | Súmate (Súmate)                          | 21,966       | 4.11         | –1.05        | 0         | ±0        |
|                                                                                                 | Avanza País (AvP)                        | 18,574       | 3.47         | Nuevo        | 0         | ±0        |
|                                                                                                 | Fuerza Popular (FP)                      | 10,941       | 2.05         | –3.90        | 0         | –1        |
|                                                                                                 | Frente de la Esperanza (FE)              | 5,288        | 0.99         | Nuevo        | 0         | ±0        |
|                                                                                                 | Perú Libre (PL)1                         | 5,079        | 0.95         | +0.34        | 0         | ±0        |
|                                                                                                 |                                          |              |              |              |           |           |
| Total                                                                                           | Total                                    | 534,708      |              |              | 15        | ±0        |
|                                                                                                 |                                          |              |              |              |           |           |
| Votos válidos                                                                                   | Votos válidos                            | 534,708      | 87.47        | +5.68        |           |           |
| Votos en blanco                                                                                 | Votos en blanco                          | 23,618       | 3.86         | –1.23        |           |           |
| Votos nulos                                                                                     | Votos nulos                              | 53,009       | 8.67         | –4.45        |           |           |
| Votos emitidos                                                                                  | Votos emitidos                           | 611,335      | 76.32        | –3.42        |           |           |
| Abstenciones                                                                                    | Abstenciones                             | 189,683      | 23.68        | +3.42        |           |           |
| Votantes registrados                                                                            | Votantes registrados                     | 801,018      |              |              |           |           |
|                                                                                                 |                                          |              |              |              |           |           |
| Fuente:                                                                                         |                                          |              |              |              |           |           |
| Notas al pie: 1 Comparado con los resultados de Perú Libertario (PL) en las elecciones de 2018. |                                          |              |              |              |           |           |
| Notas al pie:                                                                                   |                                          |              |              |              |           |           |
| 1 Comparado con los resultados de Perú Libertario (PL) en las elecciones de 2018.               |                                          |              |              |              |           |           |

### Concejo Provincial de Trujillo
| Cargo                           | Autoridad electa         | Partido político | Partido político         |
| ------------------------------- | ------------------------ | ---------------- | ------------------------ |
| Alcalde Provincial de Trujillo  | César Fernández Bazán    |                  | Somos Perú               |
| Regidor Provincial de Trujillo  | Mario Reyna Rodríguez    |                  | Somos Perú               |
| Regidora Provincial de Trujillo | Eiby Guibert Chávez      |                  | Somos Perú               |
| Regidora Provincial de Trujillo | Blanca Díaz Pretell      |                  | Somos Perú               |
| Regidor Provincial de Trujillo  | Christian Luján Pajares  |                  | Somos Perú               |
| Regidor Provincial de Trujillo  | Jorge Tam Chávez         |                  | Somos Perú               |
| Regidora Provincial de Trujillo | Mayra Campos Pinedo      |                  | Somos Perú               |
| Regidor Provincial de Trujillo  | Melvin Valderrama Burgos |                  | Somos Perú               |
| Regidora Provincial de Trujillo | Susy Plasencia Alva      |                  | Somos Perú               |
| Regidor Provincial de Trujillo  | Giancarlo Toribio Castro |                  | Somos Perú               |
| Regidor Provincial de Trujillo  | Jorge Vásquez Tirado     |                  | Alianza para el Progreso |
| Regidora Provincial de Trujillo | Sandra Trujillo Marreros |                  | Alianza para el Progreso |
| Regidor Provincial de Trujillo  | Andrés Sánchez Esquivel  |                  | Alianza para el Progreso |
| Regidor Provincial de Trujillo  | Juan Namoc Medina        |                  | Trabajo Más Trabajo      |
| Regidora Provincial de Trujillo | Yhajaira Zegarra Díaz    |                  | Trabajo Más Trabajo      |
| Regidor Provincial de Trujillo  | Luis González Rosell     |                  | Renovación Popular       |

## Elecciones municipales distritales

### Sumario general
| Partidos y coaliciones                                                                          | Partidos y coaliciones                   | Voto popular | Voto popular | Voto popular | Alcaldías | Alcaldías |
| Partidos y coaliciones                                                                          | Partidos y coaliciones                   | Votos        | %            | +/−          | Total     | +/−       |
| ----------------------------------------------------------------------------------------------- | ---------------------------------------- | ------------ | ------------ | ------------ | --------- | --------- |
|                                                                                                 | Trabajo Más Trabajo (TMT)                | 79,394       | 24.03        | Nuevo        | 5         | +5        |
|                                                                                                 | Alianza para el Progreso (APP)           | 67,679       | 20.48        | –10.44       | 3         | –4        |
|                                                                                                 | Somos Perú (SP)                          | 49,808       | 15.08        | +8.43        | 1         | +1        |
|                                                                                                 | Nueva Libertad (NL)                      | 31,824       | 9.63         | +2.66        | 0         | ±0        |
|                                                                                                 | Súmate (Súmate)                          | 27,203       | 8.23         | –1.22        | 0         | ±0        |
|                                                                                                 | Movimiento Regional Fortaleza Perú (FOP) | 22,698       | 6.87         | Nuevo        | 1         | +1        |
|                                                                                                 | Renovación Popular (RP)                  | 15,865       | 4.80         | Nuevo        | 0         | ±0        |
|                                                                                                 | Avanza País (AvP)                        | 9,857        | 2.98         | +2.73        | 0         | ±0        |
|                                                                                                 | Fuerza Popular (FP)                      | 6,416        | 1.94         | –5.99        | 0         | –2        |
|                                                                                                 | Partido Morado (PM)                      | 5,898        | 1.79         | Nuevo        | 0         | ±0        |
|                                                                                                 | Acción Popular (AP)                      | 5,496        | 1.66         | –2.16        | 0         | ±0        |
|                                                                                                 | Frente de la Esperanza (FE)              | 4,142        | 1.25         | Nuevo        | 0         | ±0        |
|                                                                                                 | Perú Libre (PL)1                         | 1,974        | 0.60         | –0.05        | 0         | ±0        |
|                                                                                                 | Podemos Perú (PP)                        | 1,710        | 0.52         | –1.22        | 0         | ±0        |
|                                                                                                 | Juntos por el Perú (JP)                  | 432          | 0.13         | –0.10        | 0         | ±0        |
|                                                                                                 |                                          |              |              |              |           |           |
| Total                                                                                           | Total                                    | 330,396      |              |              | 10        | ±0        |
|                                                                                                 |                                          |              |              |              |           |           |
| Votos válidos                                                                                   | Votos válidos                            | 330,396      | 84.89        | +2.60        |           |           |
| Votos en blanco                                                                                 | Votos en blanco                          | 24,271       | 6.24         | –0.58        |           |           |
| Votos nulos                                                                                     | Votos nulos                              | 34,515       | 8.87         | –2.02        |           |           |
| Votos emitidos                                                                                  | Votos emitidos                           | 389,182      | 77.60        | –2.92        |           |           |
| Abstenciones                                                                                    | Abstenciones                             | 112,354      | 22.40        | +2.92        |           |           |
| Votantes registrados                                                                            | Votantes registrados                     | 501,536      |              |              |           |           |
|                                                                                                 |                                          |              |              |              |           |           |
| Fuente:                                                                                         |                                          |              |              |              |           |           |
| Notas al pie: 1 Comparado con los resultados de Perú Libertario (PL) en las elecciones de 2018. |                                          |              |              |              |           |           |
| Notas al pie:                                                                                   |                                          |              |              |              |           |           |
| 1 Comparado con los resultados de Perú Libertario (PL) en las elecciones de 2018.               |                                          |              |              |              |           |           |

### Resultados por distrito
La siguiente tabla enumera el control de los distritos de la provincia de Trujillo. El cambio de mando de una organización política se resalta del color de ese partido.
| Distrito             | Alcalde(sa) titular       | Partido político | Partido político         | Alcalde(sa) electo(a)  | Partido político | Partido político         |
| -------------------- | ------------------------- | ---------------- | ------------------------ | ---------------------- | ---------------- | ------------------------ |
| El Porvenir          | Segundo Rebaza Benites    |                  | Alianza para el Progreso | Juan Carranza Ventura  |                  | Alianza para el Progreso |
| Florencia de Mora    | Hernán Cabeza Cortéz      |                  | Alianza para el Progreso | Wilson Toribio Vereau  |                  | Trabajo Más Trabajo      |
| Huanchaco            | Estay García Castillo     |                  | Fuerza Popular           | Efraín Bueno Alva      |                  | Alianza para el Progreso |
| La Esperanza         | Herguein Namay Valderrama |                  | Alianza para el Progreso | Wilmer Sanchez Ruiz    |                  | Trabajo Más Trabajo      |
| Laredo               | Miguel Chávez Castro      |                  | Alianza para el Progreso | Sergio Vílchez Neira   |                  | Trabajo Más Trabajo      |
| Moche                | César Fernández Bazán     |                  | Alianza para el Progreso | Roberto Chávez Olivos  |                  | Somos Perú               |
| Poroto               | Juan Eustaquio Lucas      |                  | Desarrollo con Seguridad | Luis Valle Rodríguez   |                  | Trabajo Más Trabajo      |
| Salaverry            | Mónica Betancourt Azalde  |                  | Alianza para el Progreso | Carlos Arroyo Rojas    |                  | Alianza para el Progreso |
| Simbal               | William Gonzales Narciso  |                  | Fuerza Popular           | Santos Rafael Valdivia |                  | Trabajo Más Trabajo      |
| Víctor Larco Herrera | César Juárez Castillo     |                  | Alianza para el Progreso | Salvador León Clement  |                  | Fortaleza Perú           |